# Leonard Wyburd
Leonard Francis Wyburd (12 juin 1865 – 17 janvier 1958) est un peintre, un architecte d'intérieur et designer de meubles britannique. Il participa activement au mouvement  Arts & Crafts et prit la tête du studio de décoration et d'ameublement Liberty de sa fondation en 1883 jusqu'à ce qu'il le quitte en 1903. Il était membre de la Royal Academy.